# BRDC International Trophy 1965
BRDC International Trophy 1965 je bila peta neprvenstvena dirka Formule 1 v sezoni 1965. Odvijala se je 15. maja 1965 na dirkališču Silverstone Circuit.

## Dirka
| Poz | Dirkač             | Konstruktor    | Čas/Odstop.     | Št. mesto |
| --- | ------------------ | -------------- | --------------- | --------- |
| 1   | Jackie Stewart     | BRM            | 1.21:47.0       | 2         |
| 2   | John Surtees       | Ferrari        | + 3.0 s         | 3         |
| 3   | Mike Spence        | Lotus-Climax   | + 56.4 s        | 5         |
| 4   | Pedro Rodriguez    | Lotus-Climax   | + 1:33.6 s      | 13        |
| 5   | Jo Bonnier         | Brabham-Climax | 51 krogov       | 8         |
| 6   | Bruce McLaren      | Cooper-Climax  | 51 krogov       | 9         |
| 7   | Lorenzo Bandini    | Ferrari        | 51 krogov       | 4         |
| 8   | Richard Attwood    | Lotus-BRM      | 51 krogov       | 12        |
| 9   | Mike Hailwood      | Lotus-BRM      | 51 krogov       | 15        |
| 10  | Paul Hawkins       | Lotus-Climax   | 51 krogov       | 16        |
| 11  | John Taylor        | Cooper-Climax  | 50 krogov       | 17        |
| 12  | Ian Raby           | Brabham-BRM    | 50 krogov       | 18        |
| 13  | Roberto Bussinello | BRM            | 49 krogov       | 20        |
| 14  | Bob Anderson       | Brabham-Climax | 44 krogov       | 14        |
| Ods | Jack Brabham       | Brabham-Climax | Menjalnik       | 6         |
| Ods | Frank Gardner      | Brabham-BRM    | Sklopka         | 10        |
| Ods | Jochen Rindt       | Cooper-Climax  | Motor           | 11        |
| Ods | Graham Hill        | BRM            | Pog. gred       | 1         |
| Ods | John Rhodes        | Cooper-Ford    | El. sistem      | 21        |
| Ods | Denny Hulme        | Brabham-Climax | Puščanje goriva | 7         |
| Ods | Chris Amon         | BRM            | Motor           | 19        |
| WD  | Rodney Bloor       | Brabham-Ford   |                 | -         |